# Dekeyseria niveata
Dekeyseria niveata är en fiskart som först beskrevs av Francesca LaMonte 1929.  Dekeyseria niveata ingår i släktet Dekeyseria och familjen Loricariidae. Inga underarter finns listade i Catalogue of Life.